# Ābandānak
Ābandānak (persiska: آبندانك, آبَنداك) är en ort i Iran.   Den ligger i provinsen Mazandaran, i den norra delen av landet, 100 km norr om huvudstaden Teheran. Ābandānak ligger 44 meter över havet och antalet invånare är 874.
Terrängen runt Ābandānak är varierad.Runt Ābandānak är det ganska tätbefolkat, med 80 invånare per kvadratkilometer. Närmaste större samhälle är Nowshahr, 4,2 km nordväst om Ābandānak. I omgivningarna runt Ābandānak växer i huvudsak blandskog.